# Stationswijk (Lierde)

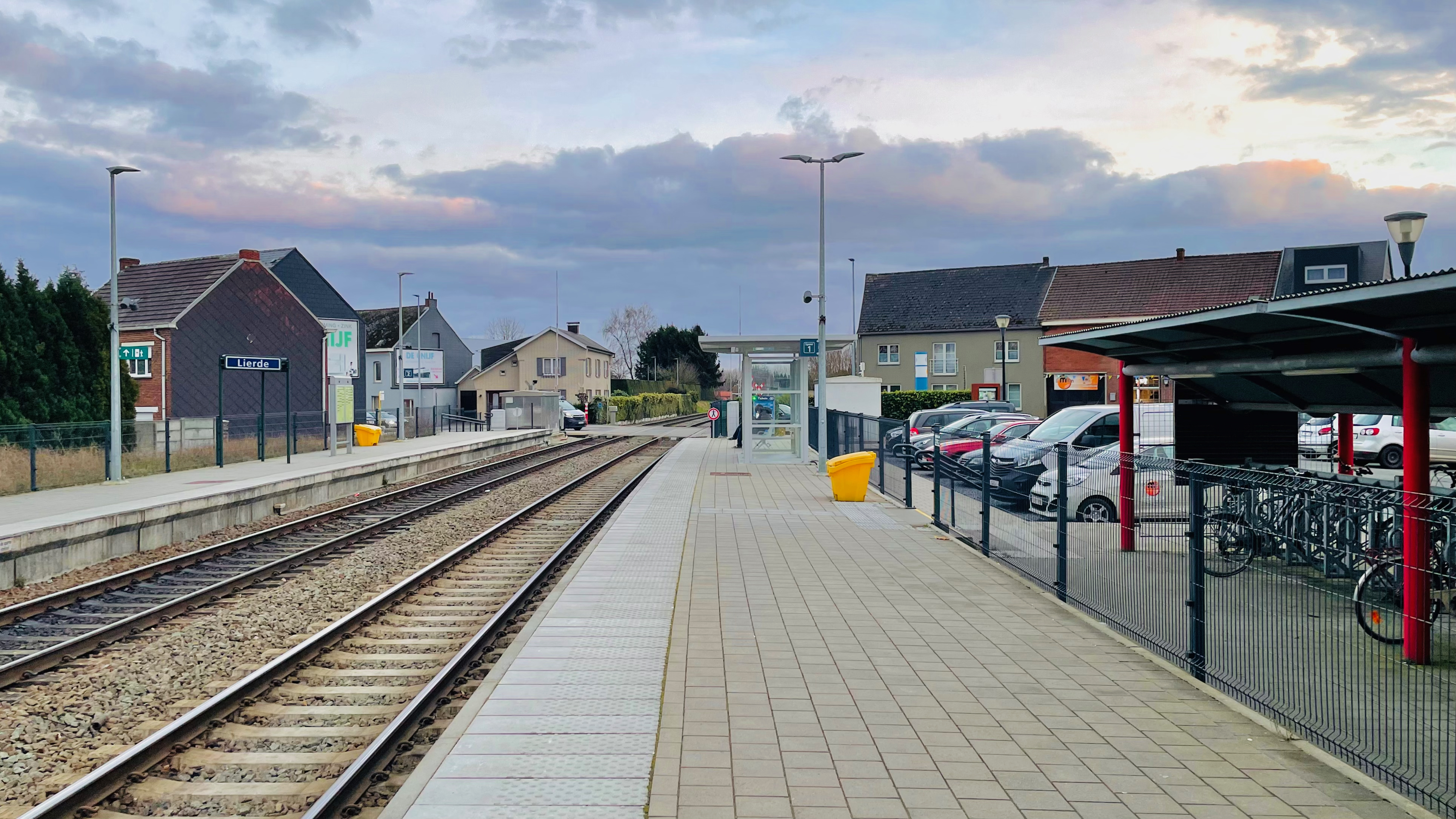
Het station van Lierde

De Stationswijk is een woonkern in de Oost-Vlaamse gemeente Lierde, gelegen op het grondgebied van Sint-Maria-Lierde.
Omstreeks 1840 kwam de verharde weg van Ronse naar Ninove tot stand. In 1867 werd het Station Lierde geopend aan de lijn van Gent naar Geraardsbergen.
Vooral in de eerste helft van de 20e eeuw ontstond langs de steenweg en nabij het station een woonkern die in omvang die van het dorp Sint-Maria-Lierde overtrof en na latere uitbreidingen in zuidelijke richting vrijwel aangegroeid was aan de woonkern Sint-Martens-Lierde.
De bewoners zijn voor het merendeel pendelaars die in Brussel en Aalst werkzaam zijn.

## Nabijgelegen kernen
Sint-Maria-Lierde, Sint-Martens-Lierde, Hemelveerdegem